# За збройну Україну
«За збройну Україну» (рус. За вооруженную Украину) — украинский военно-научный и политический журнал. Орган военного штаба Организации украинских националистов. Выходил на украинском языке в 1938—1939 годах в Париже.
Основателем и главным редактором был Н. А. Капустянский.
Распространялся во Франции и других странах Европы.
Стремился знакомить читателей с «состоянием современного военного искусства, с природой и формами современной войны» для определения путей восстановления украинских вооружённых сил. На страницах журнала публиковались исследования украинских специалистов по военным вопросам с анализом военного опыта стран Европы, обсуждалась военная доктрина РККА, железнодорожного и моторизированного потенциала СССР.
В журнале в 1938 году, Капустянский опубликовал статью на тему: «Украинская военная доктрина». В ней он изложил свои размышления по вопросу о направлениях развития украинской национальной армии. В статье автор определяет, какой должна быть и на каких основах строиться Украинская военная доктрина. По его мнению, военная доктрина должна опираться: «а) на соответствующей оценке веса и роли составляющих украинского военного потенциала; б) на новейшем опыте и науке последних вооруженных конфликтов». В то же время он рассматривает проблемы будущих вооруженных конфликтов, акцентируя на том, что 

 «В будущих войнах сражаться в четырёх сферах (на суше, в воздухе, на море и под водой) будут не только огромные армии, но и целые народы. Украинский народ должен бороться не на жизнь и смерть, за великие национально-государственные идеалы. Поэтому только совместными усилиями украинского народа их можно будет реализовать. Таким образом, это и есть первая и самая важная составляющая нашего военного потенциала. Это следует считать, одной из главнейших основ украинской военной доктрины, которая должна указать способы организации национального движения и планового направление энергии всех представителей украинских масс»
На страницах журнала была опубликована рецензия на книгу «Українська збройна сила й українська національна революція» («Украинские вооруженные силы и украинская национальная революция»Н. А. Капустянского (Саскатун, 1936) и сборник «Історія Українського Війська» («История Украинской Войска» (1936).